# Georg Witkowski

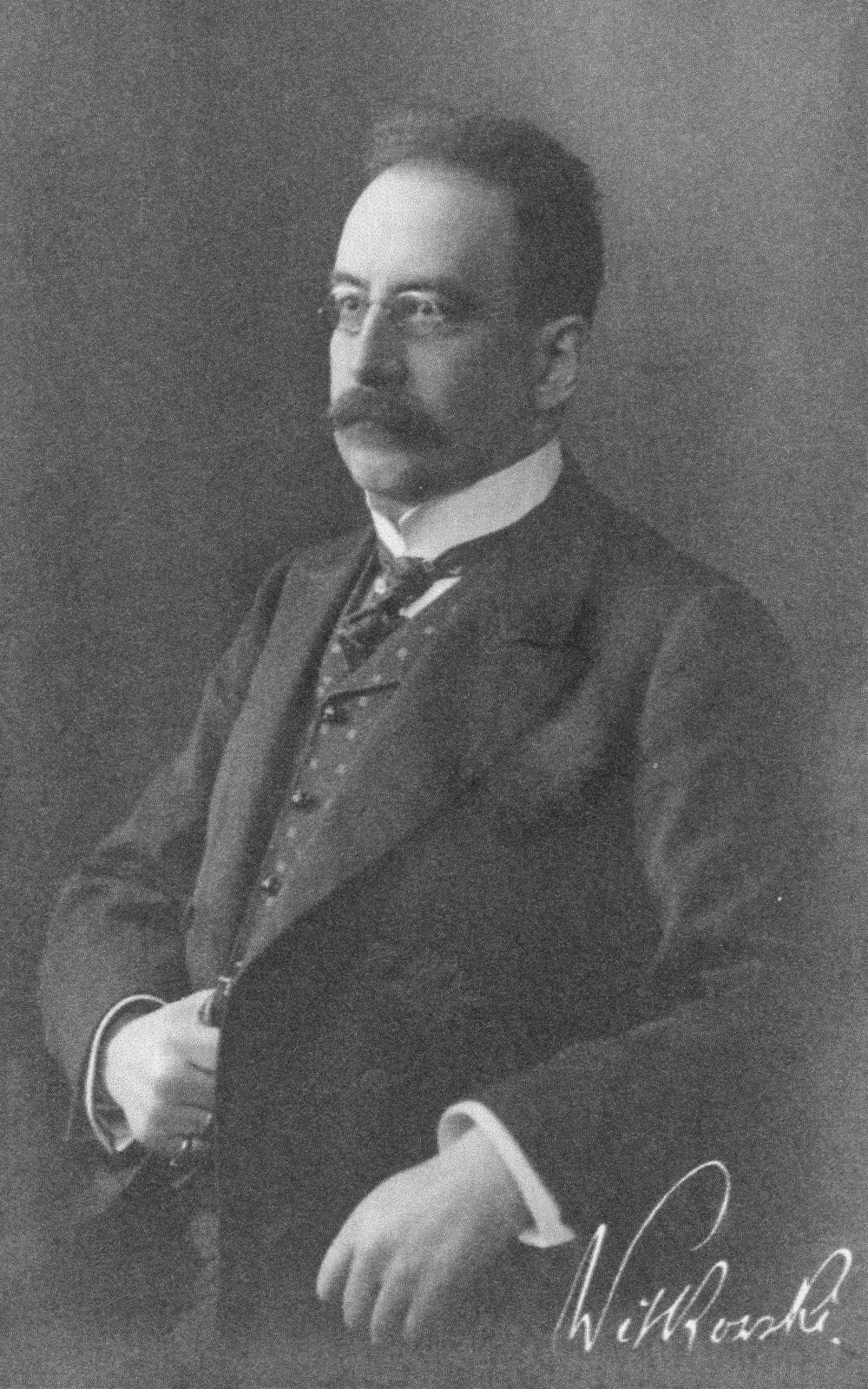
Georg Witkowski

Georg Witkowski (* 11. September 1863 in Berlin; † 21. September 1939 in Amsterdam) war ein deutscher Germanist, Literaturhistoriker und Hochschullehrer.

## Biografie
Georg Witkowski wurde am 11. September 1863 als ältester von drei Söhnen des wohlhabenden jüdischen Kaufmanns Ignaz Witkowski und dessen Ehefrau Julie Witkowski geb. Latz in Berlin geboren. Er besuchte das Königliche Wilhelms-Gymnasium in Berlin und die Alte Nikolaischule in Leipzig, an der er Ostern 1883 die Abiturprüfung ablegte. Anschließend immatrikulierte er sich an der Universität Leipzig, ohne ein bestimmtes Studienfach anzugeben. Neben germanistischen Lehrveranstaltungen hörte er auch Kunstgeschichte, Philosophie und Rechtswissenschaft. Wie er später schrieb, wurde ihm nach zwei Semestern klar, „daß Leipzig nicht der richtige Ort war, wenn ich auf meinem Hauptgebiet, der deutschen Sprache und Literatur, mit der neuesten wissenschaftlichen Forschung und Lehre vertraut werden wollte“. Deshalb wechselte er an die Ludwig-Maximilians-Universität München. Bei Michael Bernays schrieb er seine Doktorarbeit über Diederich von dem Werder, den ersten deutschen Übersetzer von Torquato Tasso. Im Sommer 1886 wurde er in München summa cum laude zum Dr. phil. promoviert. Er kehrte nach Leipzig zurück und habilitierte sich 1889 über die Anakreontik und Friedrich von Hagedorn. Nach der Habilitation lehrte Witkowski als Privatdozent und ab 1897 als Extraordinarius für Deutsche Sprache und Literatur an der Universität Leipzig. Witkowski konvertierte zum Protestantismus kurz bevor er 1899 Petronella Pleyte heiratete, eine Tochter des niederländischen Archäologen und Ägyptologen Willem Pleyte, mit der er zwei Töchter hatte.
1899 war er Mitbegründer und Vorsitzender der Gesellschaft der Bibliophilen und ab 1909 (Mit-)Herausgeber der Zeitschrift für Bücherfreunde. 1919 erhielt er eine außerordentliche Professur; auf eine ordentliche Professur wartete er beinahe vergeblich. Erst 1930, ein Jahr vor seiner offiziellen Emeritierung, erhielt er eine solche, die er bis 1933 als Emeritus weiter betreute. Lehrstuhl und Verbeamtung, die damit eigentlich einhergegangen wären, wurden ihm aber nicht zuerkannt. Er selbst sah dies in seiner jüdischen Herkunft begründet.
Nachdem ihm noch 1932 die Goethe-Medaille für Kunst und Wissenschaft durch Reichspräsident Paul von Hindenburg verliehen worden war, wurden Witkowski im Mai 1933 aufgrund des Berufsbeamtengesetzes die Lehrbefugnis und 1934 sämtliche Ruhegehälter entzogen. 1937 war er sogar kurzzeitig in Haft bei der Geheimen Staatspolizei, nachdem man an ihn adressierte Briefe „staatsfeindlichen Inhalts“ abgefangen haben wollte. Anderthalb Jahre nach dieser Verhaftung, im Mai 1939, emigrierte Witkowski zu Verwandten seiner Frau ins niederländische Leiden. Nur wenige Monate später, am 21. September 1939, drei Wochen nach Beginn des Überfalls auf Polen, starb Witkowski im Alter von 76 Jahren in Amsterdam infolge einer Krebserkrankung.
Mit Dichtern seiner Zeit wie Theodor Däubler, Kasimir Edschmid, Otto Julius Bierbaum, Ludwig Fulda und Hugo von Hofmannsthal stand Witkowski lange Jahre in teils freundschaftlichem Kontakt, ebenso mit einigen seiner Schüler. Zu ihnen zählten Axel Eggebrecht, Horst Kunze, Anton Kippenberg, Friedrich Michael, Erich Kästner und der Nationalsozialist Hanns Johst, später Präsident der Reichsschrifttumskammer. Einer seiner Doktoranden war der Germanist Kurt Meyer.
1937/1938 verfasste Witkowski seine Lebenserinnerungen unter dem Titel Erzähltes aus sieben Jahrzehnten 1863–1933. Sie wurden zuerst 2003 und erneut 2010 veröffentlicht. Mit Maximilian Harden, als dessen jüngerer Bruder er zeitweilig galt, war Georg Witkowski entfernt verwandt.

## Nachlass
Der briefliche Nachlass Witkowskis ist über mehrere Archive verstreut; Nachweise dazu finden sich in der Kalliope-Datenbank.

## Bedeutung
Seine Lehr- und Forschungsschwerpunkte lagen im Bereich der deutschen Literaturgeschichte des 17. bis 19. Jahrhunderts, der Theaterdramaturgie und -geschichte, der Goethe-Forschung sowie der Editionswissenschaft. Die zuerst 1899 erschienene, mehrfach in veränderter Form erneut gedruckte Goethe-Biografie war seinerzeit weit verbreitet. Sie bildete eine der Hauptquellen Thomas Manns bei der Abfassung des Romans Lotte in Weimar. Auch als Herausgeber zahlreicher wissenschaftlicher Editionen, unter anderem zu Goethe, Schiller, Lessing und Christian Reuter, machte sich Witkowski einen Namen. Erwähnenswert ist überdies seine Gutachtertätigkeit im Prozess um Arthur Schnitzlers Drama Reigen.

## Schriften
- Die Anfänge des deutschen Theaters. Leipzig 1898.
- Goethe. Verlag von E. A. Seemann und der Gesellschaft für graphische Industrie, Leipzig, Berlin und Wien 1899 (= Reihe Dichter und Darsteller, hrsg. von Rudolph Lothar)
  - Goethe. 2. umgearbeitete Auflage, Leipzig 1912.
  - Goethe. 3., von neuem durchgesehene Auflage, Leipzig 1923.
- Cornelia, die Schwester Goethes. Frankfurt am Main 1903.
- Was sollen wir lesen und wie sollen wir lesen? o. O. (Leipzig) 1906.
- Das deutsche Drama des 19. Jahrhunderts in seiner Entwicklung. Leipzig 1906.
  - Das deutsche Drama des neunzehnten Jahrhunderts. 5. durchgesehene Auflage, Leipzig 1923.
- Wie werde ich berühmt? In: Berliner Tageblatt, Jahrgang 1910, ...
- Die Entwicklung der deutschen Literatur seit 1830. Leipzig 1912.
- Lessing (= Velhagen & Klasings Volksbücher. Band 146). Verlag von Velhagen & Klasing, Bielefeld, Leipzig 1921, urn:nbn:de:bsz:14-db-id19196206138.
- Miniaturen. Leipzig 1922.
- Der Faust Goethes. Leipzig 1923.
- Volk und Buch. o. O. (Leipzig) o. J. (1924).
- Textkritik und Editionstechnik neuerer Schriftwerke. H. Haessel, Leipzig 1924.
- 100 Jahre Reclam. Leipzig 1928.
- Das Leben Goethes. Berlin 1932.
- Klassiker. Bibliographisches Institut, Leipzig o. J. (1931).
- Geschichte des literarischen Lebens in Leipzig. B. G. Teubner, Leipzig / Berlin 1909. (als Reprint mit einem Nachwort von Christel Foerster: K. G. Saur, München 1994.)
- Von Menschen und Büchern. Erinnerungen 1863–1933. (mit einem Nachwort von Bernd Weinkauf) Lehmstedt, Leipzig 2003. / durchgesehene und korrigierte Neuausgabe, Lehmstedt, Leipzig 2010.
- Grundsätze kritischer Ausgaben neuerer deutscher Dichterwerke. (Text von 1921) In: Rüdiger Nutt-Kofoth (Hrsg.): Dokumente zur Geschichte der neugermanistischen Edition. Tübingen 2005, S. 70–77.

## Editionen (als Herausgeber)
- Martin Opitz: Teutsche Poemata. Abdruck der Ausgabe von 1624 mit den Varianten der Einzeldrucke und der späteren Ausgaben. Hg. von Georg Witkowski. Halle a.S.: Niemeyer 1902 (= Neudrucke deutscher Literaturwerke. 189/192).
- Schillers sämtliche Werke. Historisch-kritische Ausgabe in 20 Bänden. (unter Mitwirkung von Karl Berger, Erich Brandenburg, Th. Engert, Conrad Höfer, Albert Köster, Albert Leitzmann und Franz Muncker herausgegeben von Otto Güntter und Georg Witkowski) Verlag Max Hesse, Leipzig o. J. (1906–1911).
- Lessings Werke. (kritisch durchgesehene und erläuterte Ausgabe) 7 Bände, Bibliographisches Institut, Leipzig / Wien o. J. (1911). (= Meyers Klassiker-Ausgaben.)
- Georg Büchner: Woyzeck. Insel-Verlag, Leipzig 1920.
- Johann Wolfgang von Goethe: Unterhaltungen deutscher Ausgewanderten. Reclam, Leipzig o. J. (1925).